# Piper ewanii
Piper ewanii är en pepparväxtart som beskrevs av Truman George Yuncker. Piper ewanii ingår i släktet Piper och familjen pepparväxter. Inga underarter finns listade i Catalogue of Life.